# 拉拉山舌唇兰
拉拉山舌唇兰（学名：Platanthera lalashaniana）为兰科舌唇兰属下的一个种。

## 扩展阅读
- 維基物種上的相關：拉拉山舌唇兰